# Mattias Hargin
Mattias Hargin (ur. 7 października 1985 w Sztokholmie) – szwedzki narciarz alpejski, trzykrotny medalista mistrzostw świata oraz wicemistrz świata juniorów.

## Kariera
Po raz pierwszy na arenie międzynarodowej Mattias Hargin pojawił się 4 stycznia 2001 roku w Kirunie, gdzie w zawodach FIS Race w slalomie zajął 51. miejsce. W 2004 roku wystartował na mistrzostwach świata juniorów w Maroborze, zajmując między innymi ósme miejsce w kombinacji oraz dziesiąte w slalomie. Na rozgrywanych rok później mistrzostwach świata juniorów w Bardonecchii wywalczył srebrny medal w slalomie.
W zawodach Pucharu Świata zadebiutował 22 grudnia 2004 roku we Flachau, gdzie nie zakwalifikował się do pierwszego przejazdu w slalomie. Pierwsze pucharowe punkty wywalczył 7 stycznia 2007 roku w Adelboden, zajmując 20. miejsce w tej samej konkurencji. Blisko cztery lata później, 6 stycznia 2011 roku w Zagrzebiu, po raz pierwszy stanął na podium, zajmując trzecie miejsce w slalomie. W zawodach tych wyprzedzili go jedynie jego rodak André Myhrer oraz Ivica Kostelić z Chorwacji. Pierwsze zwycięstwo w zawodów tego cyklu odniósł 25 stycznia 2015 roku w Kitzbühel, gdzie był najlepszy w swej koronnej konkurencji. Najlepsze wyniki osiągnął w sezonie 2013/2014, kiedy zajął 22. miejsce w klasyfikacji generalnej, a w klasyfikacji slalomu był piąty.
Największy sukces osiągnął w 2013 roku, kiedy podczas mistrzostw świata w Schladming wspólnie z Nathalie Eklund, Fridą Hansdotter, Marią Pietilä-Holmner, Jensem Byggmarkiem i André Myhrerem wywalczył srebrny medal w rywalizacji drużynowej. W tej samej konkurencji, razem z Pietilä-Holmner, Myhrerem, Sarą Hector, Anną Swenn-Larsson i Markusem Larssonem zajął trzecie miejsce na rozgrywanych dwa lata później mistrzostwach świata w Vail/Beaver Creek. Na tych samych mistrzostwach zajął ponadto piąte miejsce w slalomie. Taki sam wynik osiągnął również podczas mistrzostw świata w Val d’Isère w 2009 roku. W 2010 roku wystąpił na igrzyskach olimpijskich w Vancouver, gdzie w swojej koronnej konkurencji zajął czternaste miejsce. Na rozgrywanych cztery lata później igrzyskach olimpijskich w Soczi rywalizację zakończył na siódmej pozycji. W 2017 roku wspólnie z kolegami i koleżankami z reprezentacji zdobył kolejny brązowy medal w drużynie podczas mistrzostw świata w Sankt Moritz.
Jego siostra Janette również uprawiała narciarstwo alpejskie. Był żonaty z narciarką dowolną Matildą Rapaport.

## Osiągnięcia

### Igrzyska olimpijskie
| Miejsce | Dzień     | Rok  | Miejscowość | Konkurencja | Czas biegu | Strata | Zwycięzca        |
| ------- | --------- | ---- | ----------- | ----------- | ---------- | ------ | ---------------- |
| 14.     | 27 lutego | 2010 | Vancouver   | Slalom      | 1:39,32    | +1,93  | Giuliano Razzoli |
| 7.      | 22 lutego | 2014 | Soczi       | Slalom      | 1:41,84    | +1,76  | Mario Matt       |
| 19.     | 22 lutego | 2018 | Pjongczang  | Slalom      | 1:41,22    | +2,23  | André Myhrer     |

### Mistrzostwa świata
| Miejsce | Dzień     | Rok  | Miejscowość       | Konkurencja | Czas biegu | Strata | Zwycięzca            |
| ------- | --------- | ---- | ----------------- | ----------- | ---------- | ------ | -------------------- |
| DNF2    | 12 lutego | 2005 | Bormio            | Slalom      | 1:41,34    | -      | Benjamin Raich       |
| 5.      | 15 lutego | 2009 | Val d’Isère       | Slalom      | 1:44,17    | +2,06  | Manfred Pranger      |
| 12.     | 20 lutego | 2011 | Ga-Pa             | Slalom      | 1:41,72    | +1,87  | Jean-Baptiste Grange |
| 2.      | 12 lutego | 2013 | Schladming        | Drużynowo   | -          | -      | Austria              |
| 9.      | 17 lutego | 2013 | Schladming        | Slalom      | 1:51,03    | +1,93  | Marcel Hirscher      |
| 3.      | 10 lutego | 2015 | Vail/Beaver Creek | Drużynowo   | -          | -      | Austria              |
| 5.      | 13 lutego | 2015 | Vail/Beaver Creek | Gigant      | 2:34,16    | +0,62  | Ted Ligety           |
| 3.      | 14 lutego | 2017 | Sankt Moritz      | Drużynowo   | -          | -      | Francja              |
| DNF2    | 19 lutego | 2017 | Sankt Moritz      | Slalom      | 1:34,75    | -      | Marcel Hirscher      |
| 5.      | 12 lutego | 2019 | Åre               | Drużynowo   | -          | -      | Szwajcaria           |
| 20.     | 17 lutego | 2019 | Åre               | Slalom      | 2:08,39    | +2,53  | Marcel Hirscher      |

### Mistrzostwa świata juniorów
| Miejsce | Dzień     | Rok  | Miejscowość  | Konkurencja | Czas biegu | Strata | Zwycięzca        |
| ------- | --------- | ---- | ------------ | ----------- | ---------- | ------ | ---------------- |
| 20.     | 10 lutego | 2004 | Maribor      | Zjazd       | 1:09,61    | +1,45  | Romed Baumann    |
| 44.     | 12 lutego | 2004 | Maribor      | Supergigant | 1:17,49    | +3,24  | Hans Olsson      |
| 13.     | 13 lutego | 2004 | Maribor      | Gigant      | 2:17,40    | +2,16  | Jeffrey Harrison |
| 10.     | 14 lutego | 2004 | Maribor      | Slalom      | 1:33,33    | +2,44  | Raphael Fässler  |
| 36.     | 23 lutego | 2005 | Bardonecchia | Zjazd       | 1:25,58    | +3,18  | Rok Perko        |
| 2.      | 24 lutego | 2005 | Bardonecchia | Slalom      | 1:24,10    | +0,64  | Filip Trejbal    |
| 32.     | 25 lutego | 2005 | Bardonecchia | Supergigant | 1:25,20    | +2,16  | Michael Gmeiner  |
| 17.     | 27 lutego | 2005 | Bardonecchia | Gigant      | 2:10,28    | +1,68  | Michael Gmeiner  |

### Puchar Świata

#### Miejsca w klasyfikacji generalnej
- sezon 2006/2007: 117.
- sezon 2007/2008: 77.
- sezon 2008/2009: 32.
- sezon 2009/2010: 32.
- sezon 2010/2011: 32.
- sezon 2011/2012: 39.
- sezon 2012/2013: 32.
- sezon 2013/2014: 22.
- sezon 2014/2015: 20.
- sezon 2015/2016: 51.
- sezon 2016/2017: 30.
- sezon 2017/2018: 37.

#### Miejsca na podium w zawodach
1. Zagrzeb – 6 stycznia 2011 (slalom) – 3. miejsce (awans z 30. miejsca)
2. Schladming – 25 stycznia 2011 (slalom) – 3. miejsce
3. Val d’Isère – 15 grudnia 2013 (slalom) – 2. miejsce
4. Kitzbühel – 25 stycznia 2015 (slalom) – 1. miejsce
5. Sztokholm – 31 stycznia 2017 (slalom równoległy) – 3. miejsce
6. Levi – 12 listopada 2017 (slalom) – 3. miejsce